# A8-as autópálya (Olaszország)
Az A8-as autópálya egy 43,6 hosszúságú autópálya Olaszországban, Lombardia régióban. Fenntartója az Autostrade per l'Italia.